# Natrijum silikat
Natrijum silikat je so rastvorljiva u vodi, čiji se vodeni rastvor naziva vodeno staklo. Po hemijskom sastavu je natrijum metasilikat, i pojavljuje se u sledećim oblicima:  i . Postoje i druge forme (npr. ortosilikat ), a njihova zajednička osobina je rastvorljivost u vodi uz formiranje staklaste emulzije. To je jonsko jedinjenje koje se sastoji od natrijumovih katjona Na+
 i polimerni metasilikatnih anjona [–SiO2−
3–]. To je bezbojna kristalna higroskopna čvrsta supstanca, rastvorljiva u vodi (daje alkalni rastvor), ali ne i u alkoholima.
U industriji se različite vrste natrijum silikata odlikuju težinskim odnosom  (koji se množenjem sa 1,032 može pretvoriti u molarni odnos). Odnos može varirati između 1:2 i 3,75:1. Materijali sa odnosom ispod 2,85:1 nazivaju se alkalnim. Oni sa većim odnosom  se opisuju kao neutralni.

## Istorija
Rastvorljive silikate alkalnih metala (natrijum ili kalijum) primetili su evropski alhemičari već tokom 1500-ih. Điambatista dela Porta je primetio 1567. godine da tartari salis (krema od tartara, kalijum hidrogen tartrat) dovodi do topljenja kristala u prahu (kvarca) na nižoj temperaturi. Druge moguće rane reference na alkalne silikate dali su Basil Valentin 1520. godine, i Agrikola 1550. Oko 1640. godine, Jan Baptist van Helmont je izvestio o stvaranju alkalnih silikata kao rastvorljive supstance nastale topljenjem peska sa viškom alkalija i primetio je da se silicijum dioksid može kvantitativno istaložiti dodavanjem kiseline u rastvor.
Glauber je 1646. godine napravio kalijum silikat, koji je nazvao tečnom silikom, topljenjem kalijum karbonata (dobijenog kalciniranjem kreme od kamenca) i peska u loncu, i zadžavajući smešu rastopljenom dok nisu prestali da izlaze mehuri (zbog oslobađanja ugljen-dioksida). Smeša je ostavljena da se ohladi, a zatim je mlevena u fini prah. Kada je prah bio izložen vlažnom vazduhu, postepeno je formirao viskoznu tečnost, koju je Glauber nazvao „Oleum oder Liquor Silicum, Arenæ, vel Crystallorum“ (i.e. ulje ili rastvor silike, peska ili kvarcnog kristala). Međutim, kasnije se tvrdilo da supstance koje su pripremali ti alhemičari nije bila vodeno staklo, kako se danas razume. Nju je 1818. godine pripremio Johan Nepomuk fon Fuhs, tretirajući alkalijom silikonsku kiselinu; rezultatirajuća materija je rastvorljiva u vodi, „ali na nju ne utiču atmosferske promene“.
Izraze „vodeno staklo“ i „rastvorljivo staklo“ koristili su Leopold Volf 1846, Emil Kop 1857, i Herman Kracer 1887.
Godine 1892, Rudolf fon Vagner razlikovao je sodu, potašu, dvostruku (soda i potaša) i fiksiranu (tj. stabilizovanu) smešu kao vrste vodenog stakla. Fiksirani tip bio je „mešavina silicijum dioksida dobro zasićena potašnim vodenim staklom i natrijum-silikatom“ koja se koristi za stabilizaciju neorganskih pigmenata vodene boje na cementnim radovima za spoljne znakove i freske.

## Priprema i osobine
Anhidratno jedinjenje se može pripremiti topljenjem silicijum dioksida SiO
2 (silike, kvarca) sa natrijum oksidom Na
2O u molarnom odnosu 1: 1.
Rastvori natrijum silikata mogu se dobiti tretiranjem smeše silike (obično u vidu kvarcnog peska), kaustične sode i vode, vrućom parom u reaktoru. Ukupna reakcija je
2x  + SiO
2 → (Na
2O)
x·SiO
2 + x H
2O
Natrijum silikati se obično mogu dobiti rastvaranjem silike SiO
2 (čija tačka topljenja je 1713 °) u rastopljenom natrijum karbonatu (koji se topi uz dekompoziciju na 851 °):
x Na
2CO
3 + SiO
2 → (Na
2O)
x·SiO
2 + CO
2
Ovaj materijal se isto tako može dobiti iz natrijum sulfata (tačka topljenja 884 °) sa ugljenikom kao redukcinim agensom:
2x Na
2SO
4 + C + 2 SiO
2 → 2 (Na
2O)
x·SiO
2 + 2 SO
2 + CO
2
Godine 1990, 4 miliona tona alkalnih metalnih silikata je proizvedeno.
Natrijum silikat se kristališe iz rastvora u vidu raznih hidrata, kao što su 
- pentahidrat Na
2SiO
3·5H
2O (CAS 10213-79-3, EC 229-912-9, PubChem 57652358)
- nonahidrat Na
2SiO
3·9H
2O (CAS 13517-24-3, EC 229-912-9, PubChem 57654617)[25]

## Struktura
U bezvodnoj čvrstoj supstanci, metasilikatni anjon je zapravo polimeran, i sastoji se od tetraedara {4} koji se dele u uglove, a ne od diskretnog jona SiO32− .
Pored bezvodnog oblika, postoje hidrati sa formulom Na2SiO3·nH2O (gde je n = 5, 6, 8, 9), koji sadrže diskretni, približno tetraedarski anjon  sa hidratantnom vodom. Na primer, komercijalno dostupni natrijum silikat pentahidrat  je formulisan kao , a nonahidrat  je formulisan kao . Pentahidratna i nonahidratna forma imaju svoje zasebne CAS brojeve, 10213-79-3 i 13517-24-3 respektivno.

## Upotreba
Upotrebljava se u industriji kao adhezivno sredstvo, za sprečavanje korozije, u proizvodnji vatrostalnih materijala, u proizvodnji tekstila, itd.
Natrijum metasilikat reaguje sa kiselinama i formira silika gel.
- Cementi i veziva - dehidrirani natrijum metasilikat formira cement ili vezivno sredstvo.
- Pulpa - sredstvo za dimenzionisanje i pufer/stabilizacioni agens kad se pomeša sa vodonik-peroksidom.
- Sapuni i deterdženti - kao sredstvo za emulgovanje i formiranje suspenzija.
- Primena u automobilskoj industriji - razgradnja starih motora (CARS program), zaptivač sistema za hlađenje, popravka izduvnih sistema.
- Konzervans za jaja - zaptiva jaja povećavajući rok trajanja.
- Zanatstvo - formira „stalagmite“ reakcijom i taloženjem metalnih jona. Takođe se koristi kao lepak nazvan „rastvorljivo staklo“

## Literatura
- J.A. Vaccari. Materials handbook. McGraw-Hill.
- Ashford's Dictionary of Industrial Chemicals, third edition, 2011, page 8369.